# Torfbahn Großenaspe–Hasenmoor
| Torfbahn Großenaspe–Hasenmoor                                                                      | Torfbahn Großenaspe–Hasenmoor |
| -------------------------------------------------------------------------------------------------- | ----------------------------- |
| Brücke der Torfbahn Großenaspe-Hasenmoor (1919–1973) über die Osterau im heutigen Wildpark Eekholt |                               |
| Ehemaliger Streckenverlauf (1919–1973) auf einer Karte von 2022                                    |                               |
| Streckenlänge:                                                                                     | 9 km                          |
| Spurweite:                                                                                         | 600 mm (Schmalspur)           |
| |                               |

Die Torfbahn Großenaspe–Hasenmoor war eine von 1919 bis 1973 betriebene, etwa 9 km lange Torfbahn von Großenaspe ins Hasenmoor (auch Königsmoor) im Kreis Segeberg in Schleswig-Holstein.

## Geschichte
In der Nachkriegszeit des Ersten Weltkriegs wurde ein Großteil der Kohle und Koks aus dem Ruhrgebiet als Reparationen  exportiert, so dass es im Elektrizitätswerk Neumünster zu einem Brennstoffmangel kam. Im November 1919 wurde daher der Gesellschaftsvertrag für den neuen Brenntorf-Abbaubetrieb bei Großenaspe verabschiedet, woraufhin die Gesellschaft sich eine als Torfstich vorgesehene Fläche von etwa 173 ha von der preußischen Finanzverwaltung pachtete.
Im Hasenmoor wurden 2 m breite, 1 m tiefe und 500 bis 1800 m lange Entwässerungsgräben angelegt, und noch im Dezember 1919 wurden zwei große, elektrisch angetriebene Torfbagger des Systems Strenge und des Systems Wieland mit jeweils etwa 68 kW (50 PS) bestellt. Im Februar 1920 begann die Trassierung und Verlegung der Feldbahn. Die etwa 9 km lange Feldbahnstrecke wurde schon im August 1920 fertiggestellt und mit einer Krauss-Dampflok der Bauart Bn2t in Betrieb genommen. Nach dem Stechen und Trocknen des Torfes wurde der Torf in Zügen mit 25 bis 30 Loren und einem Füllgewicht von jeweils 1250 bis 1750 kg aus dem Moor abtransportiert. Der Berg beim Immenhof konnte nur mit maximal acht beladenen Loren bezwungen werden, so dass die Züge geteilt werden mussten.
Im Winter 1927/28 stellte das Elektrizitätswerk in Neumünster seinen Betrieb wieder auf Kohlefeuerung um, so dass andere Absatzmärkte erschlossen werden mussten. In der Nachkriegszeit des Zweiten Weltkriegs war das Produktionsaufkommen noch bis etwa 1955 hoch, aber ab 1965 sank die Nachfrage nach Torf aus dem Hasenmoor drastisch. Die Feldbahn wurde bis 1973 instand gehalten, unter anderem um der Feuerwehr das Löschen von Moorbränden zu erleichtern. Während der Renaturierung entstand ein großer See im Hasenmoor, so dass der Torfabbau eingestellt und die Feldbahn abgebaut wurde. Die bis dahin abgebaute Brenntorfmenge betrug etwa 775.000 t.